# Telepathy
Telepathy是一個用於在軟體上人際溝通的軟體框架，例如即時通訊、VoIP、視訊會議等等。Telepathy可以透過使用D-Bus行程間通訊機制來建立通訊應用程式。它的目標是簡化通訊軟體的開發並在自由與開放原始碼社群中透過定義應用程式與底層的網路協定的邏輯邊界來推廣代码复用。

## 實作
有各種協定透過Telepathy的介面來實作：
- Gabble：供XMPP使用，包含了對Jingle的支援
- Butterfly：供Windows Live Messenger使用
- Idle：供IRC使用
- Salut：供本機連線的XMPP使用
- Haze：用於存取libpurple支援的協定，libpurple是Pidgin所使用的函式庫。這個軟體是在2007年的Google夏日程式碼大賽中完成的[1]。
- Spirit：供在諾基亞N900與諾基亞N9上的Skype協定所使用
- Rakia：供会话发起协议(SIP)使用，利用諾基亞的開放原始碼Sofia-SIP函式庫實作
- Morse：供Telegram使用

任務控制是其中一個組件的名稱，其提供了終端使用者的應用程式抽象一些低階Telepathy組件，如連線管理員的功能。
Tubes則是Telepathy的任意資料傳輸與遠端行程間通訊機制。
Telepathy提供了诺基亚N770、N800、N810、N900、N9與Jolla的即時通訊與語音／視訊通話的基礎。

## Telepathy如何運作
協定實作提供了稱為「連線管理員」的D-Bus服務。Telepathy客戶端使用它們來建立到服務的連線。一旦連線建立起來，之後的通訊將會使用由連線請求，稱為「通道」的物件。通道可能會用於傳送或接收文字訊息、顯示聯絡人清單、或是建立VoIP通話。

## 應用程式
- Empathy
- KDE Telepathy（英语：KDE Telepathy）
- Sugar
- Tapioca（英语：Tapioca (framework)）

## 外部連結
- 官方网站
- 「IM/VoIP通訊框架」（页面存档备份，存于）影片下載(77MB ogg)，其為Telepathy首席開發者Robert McQueen的談話。Flash影片串流（页面存档备份，存于）。
- KDE-Telepathy（页面存档备份，存于）
- Telepathy開發者手冊（页面存档备份，存于）